# Androni Giocattoli-Sidermec/Saison 2020
Diese Liste beschreibt die Fahrer und die Siege des Radsportteams Androni Giocattoli-Sidermec in der Saison 2020.

## Siege
UCI ProSeries
| Datum       | Rennen                                    | Fahrer        |
| ----------- | ----------------------------------------- | ------------- |
| 31. Januar  | 5. Etappe Vuelta a San Juan Internacional | Miguel Florez |
| 10. Februar | 4. Etappe Tour de Langkawi                | Kevin Rivera  |

UCI Continental Circuits
| Datum       | Rennen                         | Kat. | Fahrer            |
| ----------- | ------------------------------ | ---- | ----------------- |
| 12. Januar  | 1. Etappe Vuelta al Táchira    | 2.2  | Luca Pacioni      |
| 14. Januar  | 3. Etappe Vuelta al Táchira    | 2.2  | Jhonatan Restrepo |
| 16. Januar  | 5. Etappe Vuelta al Táchira    | 2.2  | Jhonatan Restrepo |
| 17. Januar  | 6. Etappe Vuelta al Táchira    | 2.2  | Kevin Rivera      |
| 25. Februar | 3. Etappe Tour du Rwanda       | 2.1  | Jhonatan Restrepo |
| 27. Februar | 5. Etappe Tour du Rwanda       | 2.1  | Jhonatan Restrepo |
| 28. Februar | 6. Etappe Tour du Rwanda       | 2.1  | Jhonatan Restrepo |
| 29. Februar | 7. Etappe Tour du Rwanda (EZF) | 2.1  | Jhonatan Restrepo |

Nationale Meisterschaften
| Datum    | Rennen                                      | Fahrer      |
| -------- | ------------------------------------------- | ----------- |
| 18. Juli | Kroatische Meisterschaft – Einzelzeitfahren | Josip Rumac |
| 19. Juli | Kroatische Meisterschaft – Straßenrennen    | Josip Rumac |

## Mannschaft
| Teamkader 2020                      | Teamkader 2020    | Teamkader 2020 | Teamkader 2020                       |
| Name                                | Geburtsdatum      | Land           | Vorheriges Team                      |
| ----------------------------------- | ----------------- | -------------- | ------------------------------------ |
| Nicola Bagioli                      | 19. Februar 1995  | Italien        | Nippo-Vini Fantini-Faizanè (2019)    |
| Mattia Bais                         | 19. Oktober 1996  | Italien        | Cycling Team Friuli (2019)           |
| Manuel Belletti                     | 14. Oktober 1985  | Italien        | Wilier Triestina-Selle Italia (2017) |
| Alessandro Bisolti                  | 7. März 1985      | Italien        | Nippo-Vini Fantini (2017)            |
| Alexander Cepeda                    | 16. Juni 1998     | Ecuador        | Coraje Carchense (2019)              |
| Luca Chirico                        | 16. Juli 1992     | Italien        | Torku Şekerspor (2017)               |
| Miguel Flórez López                 | 21. Februar 1996  | Kolumbien      | Wilier Triestina-Selle Italia (2018) |
| Marco Frapporti                     | 30. März 1985     | Italien        | Idea (2012)                          |
| Mattia Frapporti                    | 2. Juli 1994      | Italien        | Unieuro Wilier (2016)                |
| Davide Gabburo                      | 1. April 1993     | Italien        | Neri Sottoli-Selle Italia-KTM (2019) |
| Francesco Gavazzi                   | 1. August 1984    | Italien        | Southeast (2015)                     |
| Daniel Muñoz                        | 21. November 1996 | Kolumbien      | EPM (2018)                           |
| Luca Pacioni                        | 13. August 1993   | Italien        | Neri Sottoli-Selle Italia-KTM (2019) |
| János Pelikán                       | 19. April 1995    | Ungarn         | Pannon (2019)                        |
| Simon Pellaud                       | 6. November 1992  | Schweiz        | IAM Excelsior (2019)                 |
| Simone Ravanelli                    | 4. Juli 1995      | Italien        | Biesse Carrera (2019)                |
| Jhonatan Restrepo                   | 28. November 1994 | Kolumbien      | Manzana Postobón (2019)              |
| Kevin Rivera                        | 28. Juni 1998     | Costa Rica     | Scott-TeleUno-BCT (2016)             |
| Josip Rumac                         | 26. Oktober 1994  | Kroatien       | Adria Mobil (2018)                   |
| Matteo Spreafico (1. Jan.–31. Jul.) | 15. Februar 1993  | Italien        | Kolss-BDC (2016)                     |
| Nicola Venchiarutti                 | 7. Oktober 1998   | Italien        | Cycling Team Friuli (2019)           |
| Mattia Viel                         | 22. April 1995    | Italien        | Holdsworth Pro Racing (2018)         |
|                                     |                   |                |                                      |
| Quelle: ProCyclingStats             |                   |                |                                      |